# やじきた学園道中記
『やじきた学園道中記』（やじきたがくえんどうちゅうき）は、市東亮子による日本の漫画作品およびそのシリーズ。またこれを原作としたアニメ作品。『東海道中膝栗毛』の主人公になぞらえた通称を持つ女子高生コンビが、日本各地の学園を転々とさすらいながら、颯爽と事件を解決していく少女漫画。

## シリーズ概要

### 掲載誌の変遷
掲載誌の変遷は次の通りである。
- 『月刊ボニータ』（秋田書店）1982年9月号から連載を開始し、1991年から途絶えがちになり1992年6月号を最後に休止となった。
- 『ミステリーボニータ』（秋田書店）2004年1月号から2006年3月号まで「赤目編」を掲載した[7][8]。
- 『プリンセスGOLD』（秋田書店）2010年1月号から5月号まで『やじきた学園道中記 昭和仕立』として外伝「八丁堀事始メ」、同誌2010年8月号から『やじきた学園道中記II』として2015年10月号まで連載[1]。
- 同誌2016年1月号よりシリーズ最終章となる『やじきた学園道中記F』の連載が開始[2]。しかし同誌が2020年2月号にて休刊し[9]、『ミステリーボニータ』2020年4月号より移籍して連載を開始[10]。同誌2022年5月号にて、シリーズ40周年で完結を迎えている[3]。
- シリーズのスピンオフとなる『やじきた学園道中記スピンオフ 星にききたまえーAsk The Starsー』を、『ミステリーボニータ』2022年7月号から2023年9月号まで連載[4][11][12]。
- 異世界を舞台とした『やじきた異世界道中記』を『ミステリーボニータ』2023年12月号から連載開始[6]。

### 単行本について
単行本は『やじきた学園道中記』が全29巻。2004年3月時点（「赤目編」連載当時、単行本22巻まで刊行）での累計発行部数は500万部 に達する。文庫版は第14巻（清水編までと短編を収録）まで刊行されている。
外伝となる「八丁堀事始メ」は全1巻。作中の時間軸としては、第1巻「千代田編」以前のプレストーリーを描いている。
『やじきた学園道中記II』は全12巻であり、『やじきた学園道中記』第23 - 29巻「赤目編」以降の直接の続編となっている。その後、『プリンセスGOLD』2016年1月号よりシリーズ最終章『やじきた学園道中記F』の連載が開始され、2022年2月16日の時点で既刊13巻。
コミックスを原作とするメディアの展開としては、1989年に山崎理監督により『第一巻:幻の皇一族編』、1991年にまつもとよしひさ監督により『第二巻:牡丹慕情編』がアニメ化された。2013年9月25日には舞台製作会社映劇「e☆star」レーベルよりドラマCDが発売された。

## あらすじ
容姿端麗で男兄弟の中で育ち情に厚くチャキチャキな江戸っ子気風の「やじさん」こと矢島順子と、刑事を父に持ち（両親は離婚しており母は再婚済み）頭脳明晰、なぜか女にモテモテな「キタさん」こと篠北礼子は、腕っぷしがめっぽう強い高校生。初めて出会って以来、2人で事件に巻き込まれては転校し、なぜか転校先で鉢合わせてはまた事件に巻き込まれるという腐れ縁の仲の2人。転校する先々で一癖も二癖もありそうな人物に出会いながら事件を解決する。

## 登場人物
各キャラクターの誕生日、身長はボニータコミックス版10巻及び23巻、星座、血液型は同19巻掲載のデータを使用。
声はOVA版 / ドラマCD版の順。

### 主人公
矢島 順子（やじま じゅんこ）「やじさん」
声 - 山本百合子 / 小林ゆう
2月29日生まれ、高校2年生。血液型はB型。身長168.3cm。
肩下まで伸びた長い黒髪と、大きい目が特徴。華やかな美貌とグラマーな体型の持ち主。合気道と拳闘、桜華台高校で習得した空手、篠北の父の部下、片桐刑事から手ほどきを受けた薩摩に伝わる巫女舞などを駆使した自己流のケンカを闘う。
家族構成は、父、母、兄5人、兄嫁、その息子。江戸っ子の家系の上、男に囲まれて育ったせいか、気っ風のいい姉御肌な性格をしている。また、感激屋で乗せやすい性格。いわゆる「お涙頂戴」に弱く、情にほだされることが多い。
育ち故か、曲がったことが大嫌いで、卑怯な振る舞いには義憤を隠さない。また、ウジウジした性格の男性は嫌い。一方で、眼鏡をかけた、ある種陰険な見た目の男性がタイプで(篠北談「エリートサラリーマンタイプ」)、桜華台高校の教諭・中村や、葵上総介に惚れている節が見受けられる。ただし、『遠野編』冒頭で葵上総介に対しては「もう興味ない」と言い切っている。
数学が苦手で、追試や補習を受ける場面がある。
篠北 礼子（しのきた れいこ） 「キタさん」
声 - 山田栄子 / 伊藤静
10月1日生まれ、高校2年生。血液型はAB型。身長169.5cm。
薄茶のボブヘアと、切れ長の目が特徴。涼しげな美貌とスレンダーな体型の持ち主。普段は眼鏡を着用していることが多い。夢想神伝流剣術を父から伝授され、その剣技の冴えは多くの男たちから驚嘆される。また、矢島同様片桐さんから巫女舞の手ほどきを受けている。ただしケンカは自己流。
一時期、ある事情から剣術をやめたことがあり、その間フェンシングを経験している。
家族構成は、父、片桐さん。母は体が弱く、刑事の父(階級は警部)を支えられないことから、離縁。その後母は再婚。再婚先に、血の繋がらない妹(早苗)がいる。見た目はクールで、常に一歩退いたような冷たい言動をすることが多く、矢島とは好対照。
矢島同様、曲がったことが嫌いな性格。行きがかり上、絡まれている女性を助けることが多く、その結果、助けた女性に必ずと言っていいほど惚れられてしまう。しかし本人にはそっちの趣味はなく、よく女性から迫られてうろたえる、という描写がある。
箱根編で竜神高校の松坂に強引にせまられたことをきっかけに、男性を嫌悪する症状がでるようになる。以来、男性と接触すると蕁麻疹が出てしまい、しばしば相手を殴り飛ばしている。桜華台の勝取詮公が触れても大丈夫だったのは、男性嫌悪の症状がでる前だったため である。しかし『遠野編』で男である黒崎を担ぐなどしているため、克服したと思われる。作中では大きく取り上げられていないが、中性的な容貌の雪也、小鉄など、男性として意識しない相手にも男性嫌悪の症状は出ない。
好みのタイプは美少年、とのこと だが、勝取がその「美少年」のカテゴリに属しているのかは不明。
刑事の娘ということもあってか、状況分析、推理力に長け、ともすれば脱線しようとする矢島の抑え役に回ることがある。一方で、矢島の行動力には一目置いており、二人が揃って転校する場合などは、矢島が決めてから決断する。
大食らいで、「男でも大盛りはきつい」という三葉学園のカツカレーを2人前、平気で平らげるほど。カレーは好物でもある。

### 主な関係者
徳成 雪也（とくなり ゆきや）「上様」
声 - 難波圭一 / 佐藤拓也
5月5日生まれ、三葉学園高等部1年生。血液型はO型。身長170cm。
背中まで伸びた薄茶の長い髪が特徴。お坊ちゃん育ちのためか、おっとりとした性格で少々甘えた口ぶりで話すことがある。武芸に秀で、成績優秀スポーツ万能、学園長すら一目置く、という評判。
関東番長連合の総長だが、当初は「バカ殿」と陰口を叩かれる程おどけた性格を演じていた。
父親は三葉学園の理事長で、母とは十数年前に死別。矢島を気に入り、「おねーさま」と慕う。
亡き母に生き写しであり、少女と見まがう容姿をしている。だが、馬鹿力の持ち主であり、ケンカも強く、大人とも渡り合うことができる。総長という立場から自ら戦いに赴くことは稀であり、その強さを発揮する機会は少ない。
「用心棒編・又」終了後のエピソードにて、父親が宮脇財閥の令嬢と再婚。雪也は宮脇翁に気に入られ、いずれは後継者に、と言われるなど、個人的に頭の痛い問題を抱えることとなる。
各雲斉 小鉄（かくうんさい こてつ）
声 - 井上和彦 / 豊永利行
1月23日生まれ、三葉学園高等部2年生。血液型はA型。身長171.5cm。
長い黒髪を、後ろで一本に束ねている。普段は丸眼鏡を着用している。矢島が転入した二年E組の委員長として登場。
気弱な優等生を演じているが、実は、雪也に仕えている御庭番で、甲賀流忍術の使い手である。当初はバカ殿の演技をしている雪也に代わり、様々な情報を収集していた。曽祖父の代の恩義が縁で雪也に仕えてはいるが盲従ではなく、雪也の悪ふざけに対してはツッコミ役も担当する。しかしながら、雪也との間の主従関係はかなり堅固なものである。雪也が銃で狙われた時は、すでに大怪我をしているにも関わらず、その身を挺して雪也を庇った。
甲賀流忍術及び基本的武術も各種学び、またその鍛錬も続けている。生真面目な性格だが、雪也や矢島の破天荒な言動に対し、笑って受け流す度量の広さも持つ。
雪也の命令により矢島、篠北の補佐をすることが多い。他校に潜入する場合、転校生として入る場合と、文字通り潜入する場合がある。現時点で「転校」の形を取ったのは、桜華台、竜神の二校のみ。桜華台高校、聖タチバナ学院では、女装して潜入したこともある。ちなみに桜華台高校では、矢島の制服を借りた。
箱根編番外編の「珍道中」で、どうやら酒乱らしいことが判明している。
松平 貴子（まつだいら たかこ）「貴子姫」
声 - 川村万梨阿
9月15日生まれ、三葉学園高等部2年生。血液型はO型。身長157cm。
茶色のカールした長い髪が特徴。篠北が転入した二年F組で、篠北の隣の席になっていた。雪也の従姉にあたる。
策略の才を見出され、当初は脅されながら関東番長連合の影の参謀として動いていたが、後に関東番長連合副長として表舞台に立つようになる。
普段は雪也と共にいることが多く、雪也の保護者的存在として振る舞うことが多い。関東番長連合内では、雪也に代わり実務面での多くを掌握しているらしく、メンバーからも慕われているようだ。
必殺編開始前のエピソードで、やじきたコンビが三葉学園を去った後、消沈する雪也を怒鳴りつけ、矢島と間違えられたことがある。
篠北に惚れている女性のひとり。
大日崎 佐門（おおひざき さもん） 「大門」
12月3日生まれ、八丁堀高校3年生。血液型はA型。身長175cm。
大きなひさしのついた学帽と、後ろで束ねた長髪、顔の中央にある大きな向こう傷が特徴。「道場破りの大門」の通り名は全国に轟いているらしく、各地にライバルがいるらしい。出雲の幻の聖剣、「青龍剣」の継承者でもある。
駅弁マニアで、列車での旅行の際には、めぼしい駅で駅弁を購入、食べているらしい。駅弁に限らず弁当への執着は、篠北が呆れるほど。「赤目編」では、松茸弁当のためだけに宝探しツアーに参加していた。
剣望 狭霧（けんもち さぎり）
声 - なし / 柿原徹也
3月18日生まれ、瀧上高校2年生。血液型はA型。身長162cm。
一見、「中学生」かと見まがうばかりの小柄な体格をしている。実は甲賀流忍者、甲賀望月家の末裔(但し傍流)。小鉄とは乳兄弟の関係。
桜華台第二高校で、篠北が転入したクラスの委員長を務めていた。当時は里での生活から逃げ出し、ヤクザの飯田に拾われ、武道大会にからむイカサマに手を貸すと同時に、桜華台に伝わる「必殺伝説」の始末人としても暗躍していた。
その後、「三太」の偽名を使い、逃亡生活に入る。「箱根編」では、本編開始前に一時的に竜神高校の寮に匿われていたが、本編ではその寮からも出て、箱根山中を逃げ回っていた。その際、竜牙会というヤクザに追われている坂口という男と出会い、そのまま行動を共にすることとなる。
「箱根編」終了後は、三葉学園に転入するも、「用心棒編･又」冒頭に「坂口三太」名義で駿河北高校へ編入。背中にある刺青を巡るトラブルに巻き込まれる。甲賀流忍術の秘伝、と聞かされ再び逃亡を図るもハーディに保護される。その後、ハーディに対しては「ハーディ様」と呼び、やじきたコンビ、あるいは雪也や小鉄からハーディを庇うようになる。
問題解決後は甲賀に戻り、赤目編にて修行のために転校した瀧上高校でやじきたコンビと再会する。
ハーディ・レニアートン 「ロード」
8月8日生まれ。18歳。血液型はB型。身長185cm。
肩に掛かる程度の流れるような金髪、碧眼の美青年。
「用心棒編」で初登場。初登場時は耽美系の暴走族、「ブラック・セレクト」のヘッドとして、やじきたコンビと敵対。
再登場は「日光編」。光徳学院の講師という名目で登場するが、同時に「西（ウエスト）ロイドバーグ社」の社長の肩書きも明かされた。
その後もたびたび登場。大体敵対勢力の側にいることが多いが、やじきたコンビと直接対決はせず、むしろ助言を与えたりしている。
同性愛嗜好があるらしく、「用心棒編」では桜井詩紋に執着、「用心棒編・又」では、剣望狭霧を保護している。最初は中学生だと思っていたが、年齢を聞かされて「思いっきり守備範囲じゃないか」と発言した。
一方で矢島に惚れているらしい描写も多く、半ば無理矢理に迫るエピソードもあるが、当の矢島はその耽美的な性格を嫌い、応対がけんか腰になってしまう。
一番嫌いなことはタイクツ。瀕死の重傷を負いながらも、退屈から病院を脱け出し、傷を悪化させたことが何度かある。
矢島 仙（やじま せん）
矢島の母親。日本髪を結い、常に和装のいでたち。おひつじ座のB型。
当初は矢島が何度も転校することに対して怒っていたが、用心棒編では転校することを申し出た矢島を誉め、その後箱根編、日光編では自ら矢島を転校させた。
矢島以上の男勝りと気風の良さを持った、「江戸のおっ母さん」という感じで、雪也の婚約者候補として矢島が週刊誌に掲載された時には、その週刊誌を近所に配ったという親バカぶりも見せている。
男所帯である矢島家の一切を取り仕切り、家長である（はずの）夫すら逆らえない、という絶対権力者。
矢島 長太（やじま ちょうた）
矢島の長兄の息子。いかにもな腕白小僧という雰囲気。いて座のA型。
矢島を将来「嫁にする」と考えており、箱根編冒頭では矢島を励ましている。
初登場は用心棒編小劇場。「シンデレラ」の演目で、七人の小人役(7役)だった。
篠北警部（しのきたけいぶ）
篠北の父親。みずがめ座のAB型。
警視庁に勤務する刑事。所属は不明だが、捜査内容から組織犯罪対策部に所属しているものと思われる。
離婚して以降は家事一切を篠北に任せているらしく、ハナクソまみれのハンカチを上着のポケットに入れたままにするなど、生活能力は皆無らしい。
仕事柄、捜査の場面が描かれることが多い。篠北の推理力や、普段の無表情などは、父親から受け継いだものと思われる。
岩下 志乃（いわした しの）
篠北の母親。和服を着た、清楚な美人。
元々体が弱く、篠北が生まれる際も難産で母子共に危険な状況にまで陥った。この時は花嫁衣装まで質入れしてなんとか事なきを得たが、その後も激務の篠北警部を支えようとして心労を重ね、見かねた篠北警部から離縁されることになる。
離婚したのは篠北が小学五年生になって以降。その後再婚し、再婚相手の連れ子である早苗の義母となる。
「箱根編」冒頭で篠北が竜神高校に転校する原因となる話を持ち込んだ。
片桐 達人（かたぎり たつひと）
篠北警部の部下で、篠北親子と同居している。ふたご座のA型。
アパートの火事により焼け出され、篠北家に居候することになった。
篠北親子に対しては、当初普通の言葉遣いだったが、いつの間にか上司である篠北警部以外に対しては女言葉で接するようになっていた。実家が女系家族だったかららしい。
実家は鹿児島にあり、代々玄武を祀る巫女の家系。姉たちが嫁いだため、一子相伝の巫女舞を伝承する女子と結婚するために「用心棒編・又」の途中で帰郷。その際、矢島に“幻舞”と呼ばれる巫女舞の基本的な型を教えた。
葵 上総介（あおい かずさのすけ）「御前」「ゼウス」
三葉学園始まって以来の模範生という表の顔とは別に、田沼、柳沢を操り、関東番長連合の影のトップとして君臨していた。
連載初期はアメリカ留学中で、一切姿を見せず、電話でのセリフのみだった。初登場は19巻だが、この時はバリ島のお面をつけて登場。顔まで見せたのは26巻。眼鏡をかけ、短髪を整えたエリートサラリーマン風の姿で、笑顔が腹黒そうなところまで矢島のタイプだったらしい。
父親は代議士(千代田編に登場)。政財界を裏から動かす存在とのこと。但し、容貌は全く似ていない（矢島曰く「サギッ!!」）。
正体不明の拳法を操る、全ての謎の黒幕だが、言動や行動には剽軽なところもある。

## エピソードごとの舞台、及び関係者

### 三葉学園
千代田編の舞台。以後、他校に転校した矢島、篠北が転校先から戻ってくるいわば「ベース」的な存在となる。
矢島と篠北が理事長に乞われ「七回目」に転入した高校。千代田にある。
徳成 武三（とくなり たけぞう）
三葉学園理事長。47歳、おうし座のO型。
口髭を蓄えたダンディーな男だが、性格は親バカ。元々、雪也を更生させるために矢島と篠北を三葉学園に転入させたが、結果的に雪也が新聞に載るほどのヒーロー扱いをされたため喜ぶ親バカぶりを晒してしまう。
ノリの良さは雪也と親子であることを充分に感じさせている。
幼なじみの桜華台理事長からは「タケちゃん」と呼ばれている。
田沼 意和（たぬま おきかず）、柳沢 保幸 (やなぎさわ やすゆき)
当初の関東番長連合の副長。「バカ殿」雪也を担ぎ、組織を牛耳っていたが、雪也と貴子の企みにより柳沢が田沼を裏切り、田沼は失脚する。
四角い顔つきのリーゼントが田沼、アフロヘアーが柳沢。
「用心棒編・又」エピソード中、雨宮が三葉学園から金を上納させていたことが判明、田沼がとりまとめ役となっていた模様。

#### 番長連合四天王
当初の関東番長連合において「無敵の四天王」と呼ばれる、紅林、青谷、緑川、桃山の四人。名を聞いた時矢島は「キレンジャーがいない」と評した。
紅林 おさむ(くればやし おさむ)
声 - 小杉十郎太
暴走族のヘッド。かに座のB型。
田沼の命により矢島を襲撃するが、返り討ちに遭う。その時、矢島の気っ風の良さに惚れ込み、以後矢島を「あねご」と呼び慕うようになる。
後に雪也の配下となり、たびたび登場する。トシちゃん(田原俊彦か)の歌が苦手。
「千代田編」終了後のやじきた小劇場で、鳶丸と共に主役を張り、感動のあまり抱き合って泣いた。
桃山(ももやま)
女暴走族のヘッド。おひつじ座のA型。
紅林同様、田沼の命により篠北を襲撃するが、返り討ち。篠北に惚れてしまう。
雪也の配下になって以降は、篠北絡みの話に貴子と共にたびたび登場する。
青谷(あおたに)
拳闘部主将。
学食で発生した騒ぎの最中、矢島に一発で殴り倒される。
その後、紅林と桃山を人質に、矢島に復仇を図るが、大門に倒される。これら不始末の責任をとる形で、学園から去ることとなる。
緑川 新三郎(みどりかわ しんざぶろう)
おうし座のA型。
剣道部主将。番長連合四天王の中でも最も葵とのつながりが深かった。
「千代田編」終盤で、葵の指示により田沼を見限り転校、後に「影の軍団」一派閥の長として再登場する。篠北の剣の腕を見抜き、いずれの立ち会いを約している。
「必殺編」にて、桜華台第二高生徒会長の姉小路白妙と許嫁の関係にあったことが明かされるが、同時に緑川の兄が過去の「必殺伝説」の関係者であったため、桜華台への編入がならなかったことも明かされている。
立場上、矢島と篠北の敵方に立っているが、互いの力量には一目置いており、協力関係になることもある。

### 青菱高校
千代田編に登場。関東の総番長の座を巡り、三葉学園と敵対する高校だった。
早乙女 数馬(さおとめ かずま)
青菱高校番長。角刈りの、気っ風のいい長身の男。後に雪也に惚れ込み、関東番長連合に合流。その際先輩から伝わる番長帽とマントを雪也に贈る。おうし座のA型。
錦郡 菊千代(にしきごおり きくちよ)
早乙女派幹部の一人。短くカールした猫っ毛が特徴の美少年。数馬の前ではキリッとした口調で話すが、それ以外ではオカマ口調になる。おひつじ座のO型。
大門に惚れているらしく、大門の口から女性の話が出たり、大門に近づく人間には(それが男性であっても)激しく嫉妬する。
「日光編」に登場する不動明院桂丸とは瓜二つで、矢島や大門ですら菊千代と間違えたほど。菊千代によると、生まれてすぐ里子に出された双子の兄弟かもしれない、とのこと。その後も大門、桂丸が登場するエピソードに絡むことが多い。
丹羽 鳶丸(にわ とびまる)
三葉学園に送り込まれた、青菱高校の間者。小鉄に助けられた ことを恩に感じ、後に捕らえられた小鉄を救い出す。
「やじきた小劇場」にて、紅林と共に主役を張る。
「赤目編」では名前だけ登場。雪也と共に赤目に向かったことから、千代田編以降も三葉学園に在籍し、番長連合の一員として活動していることが読み取れる。

### 桜華台高校
必殺編の舞台。品川にある高校。伝統的に武道が盛んで有名。男子校の第一高校と共学で数年前に新設された第二高校があり、年に一度、両校対抗の武道大会がある。対抗戦が近づくにつれ、両校の対抗心は高まり、それによる暴力事件なども発生している模様。
物語では、第一高校の校舎改築に伴い、第一高校の生徒は第二高校の校舎を間借りしている、ということになっている。
「必殺伝説」という伝説がある（後述）。
勝取 詮公（かつとり ともきみ）
声 - 大倉正章
第一高2年生。いて座のA型。
普段は一高校生として生活しているが、「必殺伝説」に関わる始末人の一人。依頼がなかったにもかかわらず、白妙を仕置きした。
中学生時代、中村朔左が家庭教師を務めていた。その関係で始末人となる。
名前の語感から、「カトリセンコー」などと言われることがあり、本人はそれを気に入っていない。作者自身も蚊取り線香の落書きで勝取のことを表現したことがある。
階段を踏み外して落ちかかったところを、篠北に抱き留められる。現時点では高校生キャラクターで唯一、篠北に蕁麻疹を起こさせなかった男性でもある。篠北に惚れているらしい描写がある。
「その後の赤目編」の最後のコマに再登場。中村と同行しなかったことを深く悔やんでいた。
中村 朔左（なかむら さくざ）
声 - 島田敏
第二高教師。担当は数学。ふたご座のAB型。
教師としての腕前は最悪で、生徒たちからは「仏教」「お経」と陰口を叩かれる。実際、高校2年生のクラスで3年の教科書を使って授業を行い、ほとんどの生徒を寝させてしまったことも。
しかし、情熱は人一倍あるようで、数学の成績が悪い矢島のことをたびたび気に掛けていた。
実は校内の始末人の元締め。背後には更に「蔓」がいる。必殺伝説其ノ二で既に始末人だった。其ノ一に登場する本田太郎坊とは同級生。故に其ノ一でも関わっていたと思われるが、作中で直接には語られていない。
嗣子を得るため、中村家の養子となっているが、本人は女性を「苦手」としているため、結婚すらしていない。そのため自宅では、養父母から毎日のように結婚を催促され、煙草すらまともに吸えないという。
「必殺編」終了後、「その後の赤目編」に登場した。
姉小路 白妙（あねこうじ しろたえ）
声 - 島津冴子
第二高生徒会長。3年生。かに座のO型。黒髪を肩で切りそろえた「すげー美人(矢島)」。
日本風の美人で、立ち居振る舞いなども極めておしとやか、第二校のみならず第一校生徒からも人望が厚いが、一方で武道にも秀でており、飯田が仕置きされた後、一時的に第二校の総大将の名乗りを上げた。
緑川の許嫁として、三葉学園で緑川が果たせなかった「影の軍団」を桜華台で作り上げようと奮闘するも、そのシゴキのあまりの苛烈さに多くの運動部員が音を上げ、勝取による仕置きに発展することとなる。
その後、飯田組の策略で退学処分となり、京都の尼寺の系列の女子校に転校、緑川との婚約も破棄した。
千葉 けん（ちば けん）
第一校生徒会長。3年生。少し長髪の髪型を、優男っぽく流している。第一校生徒会長でありながら、第二校生徒会長である白妙の配下となっている。
白妙に惚れている節がある。
武道大会では、第一校の総大将として参加。西船と一騎討ちを闘う。
事件解決の際には、「昔から『影の軍団』といえば 千葉軍団と決まっているだろう」とボケをかました。
西船 橋行（にしふな たかゆき）
声 - 菊池正美
短髪のリーゼント風の髪型。前髪を幾筋か垂らしている。3年生。
飯田の入院後、第二校空手部主将となる。武道大会では、第二校の総大将として参加する。
矢島から「船橋先輩」と呼ばれたことがある。
千鳥とは恋人同士、のハズだった。
浜 千鳥（はま ちどり）
声 - 鷹森淑乃
白妙と行動を共にする、秘書的な存在。3年生と思われる。
西船とは恋人同士のハズだが、篠北に惚れてしまい、結果的には西船は一時的に振られてしまう。
単行本でフルネームが判明したのは、小劇場でのキャスティング紹介にて。
飯田（いいだ）
第二校空手部元主将。角刈りで、がっしりした体格が特徴。3年生。
元々、第二校総大将候補だったが、シゴキの激しさや部外者への「制裁」と称する暴力問題などにより、始末人から制裁を受け、入院。
平井と小岩という取り巻きがいたが、同時に制裁を受けた。
佐藤 由美子（さとう ゆみこ）
矢島が転入したクラスのクラスメート。2年生。
ショートカットで、少し垂れた大きい目が特徴。
父親のバクチの借金絡みで、飯田の家に住まわされている。
本郷 誠（ほんごう まこと）
ヤクザである飯田組の幹部。比較的長髪の優男風の外見。
桜華台第二校OBでもあり、必殺伝説其ノ二での制裁の対象でもあった。当時は女子生徒からの人気も高かったらしい。
狭霧を（色々な意味で）可愛がっていた。
飯田の親分（いいだのおやぶん）
ヤクザである飯田組の組長。飯田の父親である。当然容姿は飯田をそのまま老けさせたような雰囲気である。おうし座のB型。
桜華台学園長と組んで、長年にわたり武道大会を鉄火場に荒稼ぎをしていた。
ロリコンの気があるのか、由美子にベタ惚れ。由美子の父親との最後の賭けで、由美子を自分の後添いにしようと企む。
吉田理事長（よしだりじちょう）
声 - 中庸助
三葉学園の徳成理事長とは幼馴染 で、その縁で矢島、篠北を学園に招き入れる。
飯田組と学校長が行っている悪事に勘づいてはいたものの、気の弱さからそれを止めることはできず、また、矢島と篠北を学園に入れたことで報復 を受け、負傷入院。
本田太郎坊（ほんだ　たろうぼう）
声 - 桜井敏治
必殺伝説其ノ一の登場人物。学園を去った後、事業家として成功する。
必殺伝説の「蔓」であり、中村とは長年の親友。
後に桜華台の新理事長となる。
伝説では真面目一本槍、という感じだったが、実は高校時代中村と共にストリップを見に行くなど、結構砕けた人物でもある。

#### 必殺伝説
桜華台高校に伝わる伝説。校外で語られることはあまりなく、学校関係者以外で知る者は少ない。
校舎すみのお地蔵様に祈ると、晴らせぬ恨みを代わって晴らしてくれるという。ただし、それを願った者も学園を去らねばならない。
必殺伝説其ノ一
6年ほど前、剣道部主将(緑川の兄)が手練れを集め、狼藉を働いていた。柔道部在籍の奨学生、本田太郎坊にそれを止められたことを恨みに思い、襲撃。片腕とあばら骨2本を折られた本田は学校を去らねばならなくなった。
助けられた生徒が地蔵に祈ったところ、翌朝、剣道部主将が正面玄関前に謝罪状と共に縛りつけられていた。
必殺伝説其ノ二
2年前、無実の罪で少年院に連行された恋人の恨みを晴らしてくれと、女生徒(勝取の姉)が黒髪を切って祈った。勝取が始末人になるきっかけとなった話でもある。
仕置きされたのは本郷。

### 聖タチバナ学園
用心棒編の舞台。相模湖そばにある、ミッションスクール。校風は至って穏やかである。
桜井詩紋を守るために、矢島と篠北が一時的に転入した。
桜井 詩紋（さくらい しもん）「シモーン」
高校1年生。うお座のA型。
フランス人の母と二人暮らし。
金髪碧眼の美少年。体が弱く、横浜の自宅から聖タチバナ学園まで自動車で通学している。
一方で、グライダーのラジコン操作が得意で、物語終盤ではそれを使ってハーディを苦しめた。
俵 小太郎（たわら こたろう）
高校1年生、詩紋のクラスメート。おひつじ座のA型。
詩紋とはラジコン仲間でもある。
山村 ミーコ（やまむら ミーコ）
高校1年生、詩紋のクラスメート。ふたご座のB型。
詩紋にあこがれる女子の一人だったが、「港の見える丘公園」でのやじきたコンビとクイーン一派との立ち回りを見てやじきたコンビ(中でも篠北)に惚れる。
高尾から聖タチバナに通っているらしい。姉が横浜在住。

### クイーン一派
用心棒編にて、当初詩紋の絡みでやじきたコンビと対立。学校名不明のため、便宜上この名称とする。
頼近 妃眉（よりちか ひめみ）「横浜(ハマ)のクイーン」
横浜一帯を牛耳るスケバン。シャギーの入った少し長めの黒髪(サイドメッシュ入り)の美少女。しし座のA型。
「男はハードで、やさしくなければいけない」という信条を持っている。
人前では強気な面しか見せないが、内実はかなりオトメチック。大門からもらった「ある物」を心の支えに、横浜を統一した、矢島曰く「かわいいオンナ」。また義に厚く、詩紋との間の誤解が解けて以降は、できるだけ彼に迷惑をかけないよう立ち回ろうとした。
横浜を荒らし回る暴走族「ブラック・セレクト」を敵視、物語終盤で直接対決する。
横浜市内のディスコ「DanDan」を根城にしている。
後に「箱根編」、「用心棒編・又」に少し登場する。
徳光 数雄（とくみつ かずお）
クイーンに付き従う男その一。角刈り風のリーゼントヘア。みずがめ座のO型。
熱血体質なのか、文字通り「燃え上がった」ことがある。
小林 完（こばやし かん）
クイーンに付き従う男その二。リーゼントヘアに、小さな眼鏡をかけている。やぎ座のB型。
クイーンの欲しがった物をすぐに出す、小指だけ曲げて数を数える、催眠術を使う、など、多芸な男。
この催眠術のお陰で、「箱根編」ではやじきたコンビに頼られることになる。
クイーンが失くした「ある物」は、実はこの男が隠し持っていた。
この二人がクイーンの詩紋に対する感情を誤解したことから、やじきたコンビと対立することになる。

### ブラック・セレクト
ハーディ・レニアートン率いる暴走グループ。メンバーはアメリカン･スクール在学生や外国人、ハーフで固められている。
横浜の縄張りを巡り、クイーンとの抗争を繰り広げていたが、シモーンの一件により対立は激化、やじきたコンビをも巻き込むこととなる。

### 竜神高校
箱根編の舞台。数年前までは女子校だったらしい。
芦ノ湖付近の山中にあると思われる、全寮制の高校。
紫室 千乃介（しむろ せんのすけ）
高校1年生。おとめ座のA型。
短髪の美少年。兄である一乃介が少年院に収容されたことで、一乃介と対立していた不良グループと対立している。最大の理由は、一乃介の腹心だった南田と多岐川があっさり松坂の下に入ったため。
自らも不良っぽいひねくれた行動をしているが、根は素直。元は優等生だったらしい。
箱根編終了後、一乃介と狭霧が同居することになったため、複雑な心境だったが、その後狭霧は帰郷。赤目編にて一乃介と仲良く宝探しツアーに参加している。
南田 隼人（みなみだ はやと）「九頭竜の隼人」
坊主頭で長身。高校3年生。やぎ座のA型。
かつては一乃介の右腕として、また中学時代には「九頭竜の隼人」の異名を近隣に轟かせていたが、一乃介が少年院に入ると同時に松坂の配下になる。
伊豆の佳那とは中学時代の友人だった。
早苗の想い人でもある。
多岐川（たきがわ）
高校2年生。かに座のO型。
角刈りっぽい髪型で短躯。隼人同様一乃介につき従っていたが、松坂の配下に。小鉄が転入した先のクラスメイト。
松坂に対して矢島が啖呵を切った現場に居合わせ、矢島に惚れる。
池上 芳樹（いけがみ よしき）
高校3年生。
竜神高校生徒会長。一乃介が少年院に入って以降、千乃介の後見のような立場にいる。
真面目な優等生という評判だが、実は竜牙会に命じられ、拳銃を売っていた。
それを知った松坂に強請られていた。
岩下 早苗（いわした さなえ）
高校1年生。おとめ座のO型。
篠北の妹。実際には篠北の母の再婚先の連れ子であるため、血縁関係は全くない。
篠北を「姉」と慕っており、前髪を下ろしていると言う違いはあるものの、髪型も似せている。篠北自身も「妹」と思い、母から相談を受けて竜神高校への転校を決めた。
幼い頃、親切にされて以来一途に隼人のことを想っているが、松坂に強引に言い寄られてしまう。
吉永 美鈴（よしなが みすず）
高校2年生。さそり座のO型。
元々は東京の高校生だったが、赤坂で芸者のアルバイトをしていることが学校に知られ、転校。芸者姿は千代田編で見せている。
芸者時代の源氏名は「小鈴」。その頃街でチンピラに囲まれているところを篠北に助けられ、それ以来篠北にベタ惚れ。竜神高校女子寮で篠北と同室になるも、篠北は矢島と交代。結局矢島と同室になってしまう。
少々ハデな外見だが、江戸っ子気質が強く、曲がったことが嫌いという気っ風の良い女性で、同クラスに転入した矢島と意気投合、行動を共にすることが多かった。
職業柄か、色恋の道には目敏く、早苗と隼人の関係をいち早く見抜いた。
「用心棒編」終了後も、篠北絡みの短編で、貴子や桃山と一緒に登場する。
夏目 八千代（なつめ やちよ）
高校2年生。
篠北が転入したクラスにいた。早苗のことを何かと気にかけている。
放送部員で、早苗が松坂から逃げる際、放送室に匿ったりもしている。
1級下にたかしという弟がおり、彼が学校に内緒でアルバイト をしていることを知り、辞めさせようとする。
やじきたコンビによる松坂からの番格奪取宣言の場に居合わせ、その後篠北に惚れる。
松坂（まつざか）
竜神高校番長。
リーゼント風の髪型で、前髪を半分垂らした優男風を気取っている。
やじきたコンビから一目で「小人物」と看破されてしまった。
隼人とは中学時代からの同級で、隼人に対し敵愾心を燃やしていた。そのため、隼人を好きな早苗に横恋慕していたが、早苗を守るために同席していた篠北の態度を誤解し、強引に迫ろうとする。篠北の男性嫌悪症の元凶。
一乃介事件の内情を公表しない代わりに、一乃介に成り代わって番長となるが、これも隼人を自分より下の立場にすることが目的の一つだったと思われる。
紫室 一乃介（しむろ いちのすけ）
9月20日生まれ、高校3年生。血液型はA型。身長186cm。千乃介の兄。
ある事件により、少年院に入っていたが、仮出所。東京の坂口モータースで更生していたが、丸全製鉄の香山享二から託されたネガのために、坂口と共に逃亡生活を送ることとなる。
「箱根編」終盤で、紫室兄弟と池上芳樹の関係について、千乃介に語る。
箱根編終了後、用心棒編・又で剣望狭霧の保護者として同居。この時ハーディとも知り合うが、「変態」と聞いてびっくり人間大集合のような妙な人間と思いこむなど、少々天然な所がある。
赤目編では、賞品のマツタケ目当てに千乃介と共に宝探しゲームに参加していた。
竜神高校教職員（りゅうじんこうこうきょうしょくいん）
松坂たちの素行に頭を痛め、さらに矢島たちを訪ねて本庁（警視庁）の刑事が女子寮へ現れたことから、彼女達の事を調べるため、上京し三葉学園に現れた（貴子談）。
矢島たちが転校して2週間後に発生した、強羅公園内の乱闘騒ぎ翌日。彼女達を校長室へ呼び出し、調べていた事を明かした上で池上たちの事件直後であることから、学校側から退学処分にすると「いたずらに他の生徒達に刺激を与える」ことから、自主退学を求めた。
富士子（ふじこ）
竜神高校女子寮寮長。第9巻後半から登場。
上述にある、強羅公園で乱闘騒ぎを起こした矢島と篠北を叱責。
しかも、説教の最中に片桐が2人を訪ねて現れたことから、驚愕していた。早苗と美鈴から2人の処分がどうなるのかを訊かれた際、「悪くすれば退学 よくても無期停学でしょうね」と重い処分が下される事を示唆していた。

### 竜牙会
暴力団。神奈川県を中心に、拳銃の密売などを行っている。
新興勢力ながら丸全製鉄という企業がバックに存在し、学生を使って拳銃を売るというアイデアを実行に移すなど、その関係は深い。
名取（なとり）、古手川（こてがわ）
黒いシャツに白の三つ揃を着た方が名取、黒いスーツを着た角刈りが古手川。竜牙会の正規の構成員ではなく、客分であるが、一之介、坂口、狭霧を追いかけていた。
高峰 櫂（たかみね かい）
みずがめ座のB型。
竜牙会本部の幹部として登場。実は丸全製鉄から送り込まれた監視役と思われる。名が明かされたのは『タイクツ社長の極めてうかつな墓穴』。
箱根編では常に咳き込んでおり、病弱であるかのように見えるが、一乃介と長時間殴り合いをするなど、それが演技であるような描写が見られる。
箱根編以降でもたびたび登場。『タイクツ社長の極めてうかつな墓穴』で、「西ロイドバーグ」の前社長、「老（ゴッド）ロイドバーグ」に恨みがある、と明かされた。
「邪剣編」に登場する高峰翡翠は兄。
木内（きうち）
竜牙会小田原支部構成員。高峰と常に行動を共にしているため、本部幹部を世話する世話係だったと思われる。
鰐淵 滋（わにぶち しげる）
竜牙会横浜支部に出入りしていたチンピラ。実は元高校生で、拳銃販売をさせられていた一人。
拳銃販売に関するマイクロフィルムのネガを奪い、竜牙会から逃げていたが、一乃介に出会い自首を決意する。
池上からは「シゲル」と呼ばれていた。彼の話によると元々優等生だったが、拳銃販売が親にバレそうになり、家出をしたとのこと。
ちなみに、池上と出会った頃はチャラい風貌だったが、再会したときにはサラリーマン風になっていた。

### 真行寺一家
小田原にある任侠一家。一般人には迷惑をかけない、という昔気質の組織。全員が和装である。
真行寺の親分（しんぎょうじのおやぶん）
オールバックで、額に一筋髪を垂らした、粋な風体。自らの筋を決して曲げないやじきたコンビを見込み、「男に生まれりゃ、さぞかし…」と口にする。
一之介、千之介の母である紫室百子に惚れているらしく、百子の経営する小料理屋の常連となっていた。
留（とめ）
真行寺一家の構成員の一人。親分の側近と思われる。角刈りで、親分に準じているのか同じように額に髪を一筋垂らしている。
美鈴の芸者時代の客でもあった。親分同様やじきたコンビを認めている。
新興で、極道の筋を通さない竜牙会を嫌っている。
紫室 百子（しむろ ももこ）
紫室兄弟の母。小田原市内で小料理屋を経営している。
真行寺の親分からのラブコールをたびたび躱していたが、物語終盤で一之介に説得される。
坂口（さかぐち）
一之介の更生先の社長。自分の工場を持ったその夜に事件に巻き込まれ、その後狭霧と行動を共にする。
面倒見の良い男で、一之介からは「おやっさん」、狭霧からは「おっさん」と呼ばれていた。
狭霧が東京に戻る決心をした時には同居を勧め、用心棒編・又では、沼津に転校する狭霧に一之介との同居を勧める。

## 書誌情報

### 新書版コミックス
- 市東亮子『やじきた学園道中記』秋田書店〈ボニータコミックス〉全29巻

1. 「千代田編」1983年3月1日発行、ISBN 4-253-09078-8
2. 「必殺編」1984年2月20日発行、ISBN 4-253-09079-6
3. 「必殺編」1984年7月5日発行、ISBN 4-253-09080-X
4. 「必殺編」「用心棒編」1984年9月5日発行、ISBN 4-253-09049-4
5. 「用心棒編」「箱根編」1985年4月5日発行、ISBN 4-253-09050-8
6. 「箱根編」1985年7月30日発行、ISBN 4-253-09051-6
7. 「箱根編」1985年12月1日発行、ISBN 4-253-09052-4
8. 「箱根編」1986年5月5日発行、ISBN 4-253-09053-2
9. 「箱根編」1986年9月1日発行、ISBN 4-253-09054-0
10. 「日光編」1987年3月5日発行、ISBN 4-253-09055-9
11. 「日光編」1987年6月1日発行、ISBN 4-253-09182-2
12. 「日光編」1987年11月5日発行、ISBN 4-253-09183-0
13. 「日光編」1987年12月30日発行、ISBN 4-253-09184-9
14. 「用心棒編・又」1988年8月5日発行、ISBN 4-253-09185-7
15. 「用心棒編・又」1988年12月25日発行、ISBN 4-253-09186-5
16. 「用心棒編・又」1989年4月20日発行、ISBN 4-253-09187-3
17. 「用心棒編・又」1989年12月25日発行、ISBN 4-253-09188-1
18. 「用心棒編・又」1990年4月5日発行、ISBN 4-253-09189-X
19. 「用心棒編・又」1990年7月5日発行、ISBN 4-253-09190-3
20. 「邪剣編」1990年12月25日発行、ISBN 4-253-09191-1
21. 「邪剣編」「騎士編」1991年8月20日発行、ISBN 4-253-09192-X
22. 「清水編」1992年10月25日発行、ISBN 4-253-09193-8
23. 「赤目編」2004年4月25日発行、ISBN 4-253-09194-6
24. 「赤目編」2004年10月10日発行、ISBN 4-253-09195-4
25. 「赤目編」2005年2月15日発行、ISBN 4-253-09196-2
26. 「赤目編」2005年5月15日発行、ISBN 4-253-09197-0
27. 「赤目編」2005年10月15日発行、ISBN 4-253-09198-9
28. 「赤目編」2006年2月15日発行、ISBN 4-253-09199-7
29. 「赤目編」2006年9月15日発行、ISBN 4-253-09200-4

- 市東亮子『やじきた学園道中記 昭和仕立 八丁堀事始メ』秋田書店〈プリンセスコミックス〉、2010年6月30日発行、ISBN 978-4-253-19019-0

- 市東亮子『やじきた学園道中記II』秋田書店〈プリンセスコミックス〉、全12巻
  1. 「軽井沢編」2011年1月30日発行、ISBN 978-4-253-19564-5
  2. 「軽井沢編」2011年4月30日発行、ISBN 978-4-253-19565-2
  3. 「白狐編」2011年11月30日発行、ISBN 978-4-253-19566-9
  4. 「津軽編」2012年8月30日発行、ISBN 978-4-253-19567-6
  5. 「津軽編」2012年12月30日発行、ISBN 978-4-253-19568-3
  6. 「津軽編」2013年4月30日発行、ISBN 978-4-253-19569-0
  7. 「鹿島編」2013年9月30日発行、ISBN 978-4-253-19570-6
  8. 「アラハバキ編・序」2014年2月28日発行、ISBN 978-4-253-27171-4
  9. 「遠野編」2014年8月25日発行、ISBN 978-4-253-90887-0
  10. 「遠野編」2015年1月25日発行、ISBN 978-4-253-27173-8
  11. 「遠野編」2015年6月25日発行、ISBN 978-4-253-27174-5
  12. 「遠野編」2015年11月16日発行、ISBN 978-4-253-27175-2

- 市東亮子『やじきた学園道中記F』秋田書店〈プリンセス・コミックス〉、全14巻
  1. 「アラハバキ編」2016年6月16日発行（同日発売[15]）、ISBN 978-4-253-27176-9
  2. 「アラハバキ編」2016年12月16日発売[16]、ISBN 978-4-253-27177-6
  3. 「アラハバキ編」2017年8月16日発売[17]、ISBN 978-4-253-27178-3
  4. 「アラハバキ編」2018年4月16日発売[18]、ISBN 978-4-253-27179-0
  5. 「アラハバキ編」2018年10月16日発売[19]、ISBN 978-4-253-27180-6
  6. 「アラハバキ編」2019年3月14日発売[20]、ISBN 978-4-253-27206-3
  7. 「アラハバキ編」2019年9月13日発売[21]、ISBN 978-4-253-27207-0
  8. 「出羽編」2020年3月16日発売[22]、ISBN 978-4-253-27208-7
  9. 「用心棒編・又又」2020年9月16日発売[23]、ISBN 978-4-253-27209-4
  10. 「用心棒編・又又」2021年1月15日発売[24]、ISBN 978-4-253-27210-0
  11. 「用心棒編・又又」2021年5月14日発売[25]、ISBN 978-4-253-27214-8
  12. 「千代田編又・FOF」2021年10月15日発売[26]、ISBN 978-4-253-27218-6
  13. 「千代田編又・FOF」2022年2月16日発売[27]、ISBN 978-4-253-27219-3
  14. 「千代田編又・FOF」2022年6月16日発売[28]、ISBN 978-4-253-27220-9

- 市東亮子『やじきた学園道中記スピンオフ 星にききたまえーAsk The Starsー』秋田書店〈ボニータコミックス〉、全3巻
  1. 2022年11月16日発売[11][29]、ISBN 978-4-253-26561-4
  2. 2023年4月14日発売[30]、ISBN 978-4-253-26562-1
  3. 2023年10月16日発売[31]、ISBN 978-4-253-26563-8

- 市東亮子『やじきた異世界道中記』秋田書店〈ボニータコミックス〉、既刊3巻（2025年5月15日現在）
  1. 2024年5月16日発売[32]、ISBN 978-4-253-26564-5
  2. 2024年11月15日発売[33]、ISBN 978-4-253-26565-2
  3. 2025年5月15日発売[34]、ISBN 978-4-253-26566-9

### 文庫版コミックス
- 市東亮子『やじきた学園道中記』秋田書店〈秋田文庫〉既刊14巻（2001年7月10日時点）

1. 1999年5月発行、ISBN 4-253-17511-2
2. 1999年7月発行、ISBN 4-253-17512-0
3. 1999年10月発行、ISBN 4-253-17513-9
4. 1999年11月発行、ISBN 4-253-17514-7
5. 2000年1月発行、ISBN 4-253-17515-5
6. 2000年3月発行、ISBN 4-253-17516-3
7. 2000年5月発行、ISBN 4-253-17517-1
8. 2000年7月発行、ISBN 4-253-17518-X
9. 2000年9月発行、ISBN 4-253-17519-8
10. 2000年11月発行、ISBN 4-253-17520-1
11. 2001年1月発行、ISBN 4-253-17521-X
12. 2001年3月発行、ISBN 4-253-17522-8
13. 2001年5月発行、ISBN 4-253-17523-6
14. 2001年7月発行、ISBN 4-253-17524-4

## アニメ版
1989年から1991年にかけて「秋田ビデオシリーズ」のレーベルにて、全2巻が発売された。 当時は通販のみの取り扱いで、VHSバージョンのみの収録。
2004年にDVD版が発売された（発売元：フォーサイド・ドット・コム、販売元：ソニー・ミュージックディストリビューション）。

### 第1巻「幻の皇一族編」
- 収録時間 - 40分
- VHS - 1989年9月15日発売
- DVD - 2004年6月23日発売

#### 「幻の皇一族編」スタッフ
- 原作 - 市東亮子
- 企画 - 野村洋史、高塚俊紀
- 監督 - 山崎理
- 脚本 - 渡辺麻実
- キャラクターデザイン・作画監督 - 山沢実
- 美術監督 - 砂川千里
- 撮影監督 - 菅谷信行
- 音楽 - 樫原伸彦
- 音響監督 - 本田保則
- 制作 - J.C.STAFF
- プロデューサー - 田崎廣、池口和彦
- 製作著作 - 秋田書店、ユーメックス

#### 「幻の皇一族編」主題歌
オープニングテーマ「風に恋して」
作詞 - 渡辺麻実 / 作曲・編曲 - 飛澤宏元 / 歌 - YUKA
エンディングテーマ「番華羅(いなせな下町娘)」
作詞 - メアリィ中村 / 作曲・編曲 - 樫原伸彦 / 歌 - 山際祥子

### 第2巻「牡丹慕情編」
- 収録時間 - 40分
- VHS - 1991年7月25日発売
- DVD - 2004年6月23日発売

#### 「牡丹慕情編」スタッフ
- 原作 - 市東亮子
- 企画 - 野村洋史、高塚俊紀
- 監督 - まつもとよしひさ
- 脚本 - 渡辺麻実
- キャラクターデザイン・作画監督 - 山沢実
- 美術デザイン - 砂川千里
- 撮影監督 - 九鬼四郎
- 音響監督 - 本田保則
- 制作 - ティーアップ、J.C.STAFF
- プロデューサー - 米桝博之、阿部倫久
- 製作・著作 - 秋田書店

#### 「牡丹慕情編」主題歌
エンディングテーマ「ブルーミントを少しだけ」
作詞 - 白峰美津子 / 作曲・編曲 - 神津裕之 / 歌 - 河合夕子